# Brazoria megye
Brazoria megye az Amerikai Egyesült Államokban, azon belül Texas államban található. Megyeszékhelye Angleton, legnagyobb városa Pearland. Lakosainak száma 372 031 fő (2020. április 1.). Brazoria megye Harris, Galveston, Matagorda, Wharton és Fort Bend megyékkel határos.

## Népesség
A megye népességének változása:
| Lakosok száma | 314 441 | 319 250 | 324 295 | 330 242 | 346 312 | 372 031 |
|               | 2010    | 2011    | 2012    | 2013    | 2015    | 2020    |